# Hashatjīn
Hashatjīn (persiska: هَشَتجين, هِشَجين, هِشَجِين, هِشيّن, هيشِن) är en ort i Iran.   Den ligger i provinsen Ardabil, i den nordvästra delen av landet, 300 km nordväst om huvudstaden Teheran. Hashatjīn ligger 1 579 meter över havet och antalet invånare är 4 518.
Terrängen runt Hashatjīn är kuperad åt nordost, men åt sydväst är den bergig. Hashatjīn ligger uppe på en höjd. Runt Hashatjīn är det ganska glesbefolkat, med 38 invånare per kvadratkilometer. Hashatjīn är det största samhället i trakten. Trakten runt Hashatjīn består i huvudsak av gräsmarker.